# 太阳半径
| 數值{\displaystyle 1\,R_{\odot }} | 單位 |
| --------------------------------- | ---- |
| 6.955×108                         | 米   |
| 6.955×105                         | 公里 |
| 0.0046491                         | AU   |
| 432,450                           | 英里 |
| 2.254×10-8                        | pc   |

太陽半徑是天文學中的長度單位，使用目前太陽的半徑為基準來表示恆星大小：
{\displaystyle 1\,R_{\odot }=6.955\times 10^{8}\,{\hbox{m}}=0.0046491} {\displaystyle {\hbox{AU}}}
太陽的半徑大約是695,500 公里（432,450英里）或大約地球半徑的110倍，或是木星平均半徑的10倍。由於自轉的緣故，從極點至赤道的半徑有些微的差異，它的扁率約為十萬分之一。
在2003年和2006年，SOHO太空船利用水星從太陽表面的前方經過的水星凌日時間測量太陽的半徑。測量太陽半徑的結果是696,342正負65（432,687正負40英里）。